# Tetha
Tetha är en ort i Indien.   Den ligger i unionsterritoriet Ladakh, i den norra delen av landet, 500 km norr om huvudstaden New Delhi. Tetha ligger 3 944 meter över havet och antalet invånare är 100 000.
Terrängen runt Tetha är huvudsakligen bergig. Tetha ligger nere i en dal. Runt Tetha är det mycket glesbefolkat, med 2 invånare per kvadratkilometer. Det finns inga andra samhällen i närheten. Trakten runt Tetha är ofruktbar med lite eller ingen växtlighet.